# Bunden rotation
Inden for astronomien er en bunden rotation eller synkron rotation det fænomen, at et himmellegeme altid vender den samme side til det objekt, det kredser om. Formuleret på en anden måde, drejer legemet om sig selv på præcis den tid det tager at fuldføre et kredsløb. Det gælder altså, at omløbstiden er lig med rotationstiden. Et eksempel er Månen, der altid vender den samme side mod Jorden, og størstedelen af de andre større måner i vort solsystem er ligeledes underlagt bunden rotation.
For en planet gælder det, at et planetdøgn og et planetår er lige lange, når den har bunden rotation omkring sin stjerne. Indtil radar-målinger i 1965 viste noget andet, havde man en formodning om at planeten Merkur havde bunden rotation omkring Solen.
Et kredsløb der tvinger et himmellegeme ind i bunden rotation har almindeligvis også en noget nær cirkelrund omløbsbane. Men i Månens tilfælde er banen lidt excentrisk, hvilket betyder, at en observatør på Månen vil se Jorden bevæge sig langs en lille ottetals- eller "skæv" ringformet bane, kaldet et analemma, inden for et bestemt område af himlen. Det er også denne excentricitet der er årsag til Månens libration; takket være dette fænomen kan man fra Jorden observere en anelse mere end halvdelen, nærmere bestemt 53%, af Månens overflade.